# Терновский район
Терновский район — административно-территориальная единица (район) и муниципальное образование (муниципальный район) на северо-востоке Воронежской области России.
Административный центр — село Терновка.

## География
Район находится в северо-восточной части Воронежской области. Граничит с Тамбовской областью, а также с Грибановским, Аннинским и Эртильским районами Воронежской области. Климат умеренно континентальный. Площадь — 1310 км². Основные реки — Савала (река), Елань (река), Шинкость.
Процент покрытия территории лесами 6,59 %. Процент покрытия территории водоёмами 0,36 %, болотами 0,28 %. На территории района протекают 3 реки: Савала, Елань, Карачан (общая протяженность 200 км). Площадь, занятая песками 285 га., что составляет 0,20 % от территории района. Площадь под охотничьими угодьями составляет 932,7 км², это 67 %.

## История
В 1929 году образован Русановский район в составе Борисоглебского округа Центрально-Чернозёмной области. В 1932 году район переименован в Терновский район. В 1934 году постановлением Президиума ВЦИК РСФСР от 23 июля ЦЧО была разделена на Воронежскую и Курскую области. Терновский район был отнесён к Воронежской области.
Границы и размеры Терновского района неоднократно изменялись. 21 ноября 1938 года часть территории района была передана в новый Козловский район. В 1954 году указом Президиума Верховного Совета СССР от 06.01.1954 года Терновский район был передан в Балашовскую область. В 1957 году (указ Президиума Верховного Совета РСФСР от 19.11.1957) Балашовская область была упразднена и Терновский район вошёл в состав Воронежской области.
В связи с укрупнением районов (указ Президиума Верховного Совета РСФСР от 24.04.1962) Терновский район был ликвидирован, и его территория вошла в состав Грибановского района. В 1964 году (указ Президиума Верховного Совета РСФСР от 09.03.1964 г.) вновь преобразован в Терновский район. Административный центр района — с. Терновка.
Терновка возникла в первой половине XVIII века. В XIX веке относилась к Борисоглебскому уезду Тамбовской губернии. В 1869 году рядом с селом прошла железная дорога Грязи — Борисоглебск, появилась станция с названием Терновка.
История в датах
- 1930 год — образовался Терновский район;
- 1934 год — разделение Центрально-чернозёмной области на Воронежскую и Курскую;
- 1954 год — Указом Президиума Верховного Совета СССР от 06.01.1954 года Терновский район был передан в Балашовскую область;
- 1963 год — Терновский район вошёл в состав Грибановского района;
- 1964 год — Терновский район вновь был создан.

## Население
| 1989    | 2002    | 2009    | 2010    | 2011    | 2012    | 2013    |
| ------- | ------- | ------- | ------- | ------- | ------- | ------- |
| 29 642  | ↘25 696 | ↘23 378 | ↘22 125 | ↘21 972 | ↘21 469 | ↘20 915 |
| 2014    | 2015    | 2016    | 2017    | 2018    | 2021    | 2025    |
| ↘20 360 | ↘19 824 | ↘19 493 | ↘19 120 | ↘18 754 | ↘17 761 | ↘16 445 |

### Национальный состав
По итогам переписи населения 2020 года проживали следующие национальности (национальности менее 0,1 % и другое, см. в сноске к строке «Другие»):
| Национальность | Численность, чел. | Доля     |
| -------------- | ----------------- | -------- |
| Русские        | 17 216            | 96,93 %  |
| Армяне         | 98                | 0,55 %   |
| Цыгане         | 67                | 0,38 %   |
| Украинцы       | 41                | 0,23 %   |
| Узбеки         | 23                | 0,13 %   |
| Турки          | 19                | 0,11 %   |
| Другие         | 297               | 1,67 %   |
| Итого          | 17 761            | 100,00 % |

## Муниципально-территориальное устройство
В Терновский муниципальный район входят 12 муниципальных образований со статусом сельских поселений:
| №        | Муниципальное образование             | Административный центр | Количество населённых пунктов | Население | Площадь, км2 |
| -------- | ------------------------------------- | ---------------------- | ----------------------------- | --------- | ------------ |
| 1        | Александровское сельское поселение    | село Александровка     | 1                             | ↘563      | 64,79        |
| 2        | Алешковское сельское поселение        | село Алешки            | 3                             | ↘1094     | 136,41       |
| 3        | Братковское сельское поселение        | село Братки            | 1                             | ↘1095     | 99,63        |
| 4        | Есиповское сельское поселение         | посёлок Есипово        | 4                             | ↘1490     | 88,82        |
| 5        | Киселинское сельское поселение        | посёлок Дубровка       | 5                             | ↘886      | 72,19        |
| 6        | Козловское сельское поселение         | село Козловка          | 1                             | ↘1915     | 155,99       |
| 7        | Костино-Отдельское сельское поселение | село Костино-Отделец   | 3                             | ↘1244     | 158,01       |
| 8        | Народненское сельское поселение       | село Народное          | 7                             | ↘1969     | 72,08        |
| 8.000001 | Новокирсановское сельское поселение   | село Новокирсановка    | 3                             | ↘472      | 69,40        |
| 9        | Новотроицкое сельское поселение       | село Новотроицкое      | 2                             | ↘471      | 47,37        |
| 10       | Русановское сельское поселение        | село Русаново          | 2                             | ↘1647     | 129,51       |
| 11       | Тамбовское сельское поселение         | село Тамбовка          | 4                             | ↗616      | 30,75        |
| 12       | Терновское сельское поселение         | село Терновка          | 5                             | 6024      | 232,85       |

Законом Воронежской области от 6 марта 2014 года № 19-ОЗ были преобразованы, путём из объединения, Народненское и Поповское сельские поселения — в Народненское сельское поселение с административным центром в селе Народное.
Законом Воронежской области от 6 июля 2017 года № 71-ОЗ были преобразованы, путём их объединения, Николаевское и Тамбовское сельские поселения — в Тамбовское сельское поселение с административным центром в селе Тамбовка.
Законом Воронежской области от 4 марта 2019 года к Терновскому сельскому поселению было присоединено к Новокирсановское сельское поселение.

## Населённые пункты
В Терновском районе 41 населённый пункт.
| №  | Населённый пункт        | Тип     | Население | Муниципальное образование             |
| -- | ----------------------- | ------- | --------- | ------------------------------------- |
| 1  | Александровка           | посёлок | 40        | Киселинское сельское поселение        |
| 2  | Александровка           | село    | ↘563      | Александровское сельское поселение    |
| 3  | Алешки                  | село    | 958       | Алешковское сельское поселение        |
| 4  | Бабино                  | деревня | 70        | Терновское сельское поселение         |
| 5  | Братки                  | село    | ↘1095     | Братковское сельское поселение        |
| 6  | Вознесеновка            | посёлок | 38        | Киселинское сельское поселение        |
| 7  | Дмитриевка              | деревня | 0         | Есиповское сельское поселение         |
| 8  | Долина                  | деревня | 126       | Терновское сельское поселение         |
| 9  | Дубровка                | посёлок | 599       | Киселинское сельское поселение        |
| 10 | Есипово                 | посёлок | 1620      | Есиповское сельское поселение         |
| 11 | Заречье                 | посёлок | 167       | Костино-Отдельское сельское поселение |
| 12 | Кисельное               | село    | 327       | Киселинское сельское поселение        |
| 13 | Козловка                | село    | ↘1915     | Козловское сельское поселение         |
| 14 | Коршуновка              | деревня | 89        | Народненское сельское поселение       |
| 15 | Костино-Отделец         | село    | 1372      | Костино-Отдельское сельское поселение |
| 16 | Красивка                | деревня | 7         | Народненское сельское поселение       |
| 17 | Красные Выселки         | посёлок | 0         | Алешковское сельское поселение        |
| 18 | Липяги                  | село    | 721       | Народненское сельское поселение       |
| 19 | Луначаровка             | посёлок | 81        | Киселинское сельское поселение        |
| 20 | Михайловка              | деревня | 12        | Народненское сельское поселение       |
| 21 | Народное                | село    | ↘1153     | Народненское сельское поселение       |
| 22 | Никитская               | деревня | 384       | Алешковское сельское поселение        |
| 23 | Николаевка              | село    | ↘282      | Тамбовское сельское поселение         |
| 24 | Новокирсановка          | село    | ↘381      | Терновское сельское поселение         |
| 25 | Новотроицкое            | село    | 579       | Новотроицкое сельское поселение       |
| 26 | Орловка                 | деревня | 72        | Есиповское сельское поселение         |
| 27 | Платоновка              | деревня | 51        | Тамбовское сельское поселение         |
| 28 | Поляна                  | село    | 458       | Русановское сельское поселение        |
| 29 | Поповка                 | село    | 246       | Народненское сельское поселение       |
| 30 | Раздольное              | деревня | 21        | Новотроицкое сельское поселение       |
| 31 | Ржавец                  | село    | ↗126      | Терновское сельское поселение         |
| 32 | Русаново                | село    | 1415      | Русановское сельское поселение        |
| 33 | Савальского лесничества | посёлок | ↘55       | Терновское сельское поселение         |
| 34 | Савальского лесхоза     | посёлок | 35        | Терновское сельское поселение         |
| 35 | Семигоровка             | деревня | 57        | Тамбовское сельское поселение         |
| 36 | Сергеевка               | деревня | 76        | Народненское сельское поселение       |
| 37 | Тагайка                 | деревня | 23        | Костино-Отдельское сельское поселение |
| 38 | Тамбовка                | село    | 319       | Тамбовское сельское поселение         |
| 39 | Терновка                | село    | ↘4977     | Терновское сельское поселение         |
| 40 | Тюменевка               | деревня | →0        | Терновское сельское поселение         |
| 41 | Чубровка                | деревня | 131       | Есиповское сельское поселение         |

### Упразднённые населённые пункты
Посёлки железнодорожной станции Карачан, разъезда Бочарниково.

## Экономика
В районе 22 действующих сельскохозяйственных предприятия. Они обрабатывают пашню площадью 93 538 га, пастбищ — 15 400 га, сенокосов — 8 900 га, 2871 га полезащитных и приовражных лесных полос. Также действуют 95 КФХ, которые имеют пашни — 14 990 га, лугов — 79 га. На землях хозяйств возделываются зерновые культуры: пшеница, ячмень, подсолнечник, сахарная свёкла, кукуруза. Некоторые сельские хозяйства занимаются разведением крупного рогатого скота.

## Культура
В настоящее время в районе функционируют 39 учреждений культуры, объединённых в 18 муниципальных учреждений с правом юридического лица. 4 учреждения выполняют межпоселенческие функции.
Основными направлениями в сфере культурной политики являются создание условий для обеспечения населения района услугами организаций досуга, развитие традиционного художественного творчества.
На базе учреждений культуры действует 172 клубных формирования, в которых занимаются 1965 человек 3 коллектива имеют звание «народный». Народный хор Терновского межпоселенческого центра организации досуга населения трижды признавался лучшим народным хоровым коллективом Воронежской области, он лауреат Всероссийских конкурсов.
В Терновской межпоселенческой библиотеке действует Центр правовой информации, оборудование для которого получено по губернаторской программе.
Терновский район является родоначальником областного фестиваля народной музыки «Савальские россыпи»
Ежегодно в Терновке проводится районный эстрадный фестиваль-конкурс «Звёздный шанс», давший одноимённое название областному конкурсу. За 19-летнюю историю проведения конкурса в нём приняли участие более пяти тысяч певцов и танцоров от 5 до 30 лет.
Молодёжная политика
Активно ведётся работа в сфере молодёжной политики. В районе реализуется целевая программа «Молодёжь» (2011—2013 г.). Ежегодно проводится районный форум молодёжи, ежеквартально заседает молодёжный парламент, действует общественная молодёжная организация «Содружество», в состав которой входят более 2000 юношей и девушек в возрасте от 14 до 30 лет.

В 2010 году был создан районный клуб «Молодая семья», проведен творческий конкурс молодых семей. Победители приняли участие в областном конкурсе.
Стабильно работают профильные лагеря. Оборонно — спортивный лагерь «Атака» (с. Козловка) ежегодно получает грант управления по делам молодёжи Воронежской области.
Ежегодно проводятся молодёжные акции: «Скажем нет наркотикам!» «Мы против алкоголя и табакокурения!», «Весенняя неделя добра!», «Школа безопасности», «Во славу Великой Победы!» и другие.
По итогам районных интеллектуальных игр «Что? Где? Когда?» лучшая из команд защищала честь Терновского района на областных играх, молодёжная сборная принимала участие в областных конкурсах — Школьной лиге КВН «Пластилиновая ворона» в г. Нововоронеж, конкурсе «Лидер 21 века», фестивале патриотической песни «Красная гвоздика»
Спорт
В районе активно развито массовое спортивное движение. Существуют сборные команды по лыжным гонкам, две сборные команды по футболу.
На территории района ежегодно проводятся областные лыжные гонки на приз памяти А. К. Тарабрина, футбол на приз клуба «Кожаный мяч», Всероссийской проект «Мини-футбол в школу». Проводятся районные первенства по игровым видам спорта.
Стабильных результатов в 2010 году в областных и Всероссийских соревнованиях по мини-футболу среди юношеских и женских команд добивались юные футболисты из с. Терновка и с. Козловка (тренеры Щербатых Е. И., Поздняков В. М.)
В 2010 году юные футбольные команды стали победителями областного турнира, а затем представляли Воронежскую область в финале Всероссийских соревнований в городе Сочи.
В областном турнире «Двор без наркотиков» среди дворовых команд по футболу три возрастных команды стали серебряными призёрами. В областном турнире младшая группа стала чемпионом области.

## Известные люди
- Величко, Владимир Макарович (род. 23 апреля 1937) — советский государственный деятель, организатор экономики, промышленности и производства. Первый заместитель Премьер-министра СССР (1991). Дважды лауреат Государственной премии СССР (1976, 1978). В послевоенное время жил по месту работы отца — в совхозе «Опытное поле» (в 7 км от села Алешки Терновского района). Учился в Алешковской школе (до 1948).

## Достопримечательности
|  |  |

В черте Терновского округа  есть исторические и культурные памятники, которые охраняются государством. Это церкви: Михаила Архангела (1802 г), Казанская (1861 г) и Введенская (1711 г).
А также археологические: Поселение (4000 до н.э.)